# Ciproterona/etinilestradiol
Ciproterona/etinilestradiol é uma associação medicamentosa usada no tratamento de manifestações andrógenas femininas, tais como hirsutismo, alopecia, seborreia e acne
Deve ser usado no início do ciclo menstrual, quando ocorre o primeiro sangramento.

## Nomes comerciais
- Artemidis 35 (Sigma Pharma)
- Diane 35 (Schering)
- Diclin (Merck)
- Ferane 35 (Cifarma)
- Selene (Eurofarma)
- Tess (União Química)
- repopil 35 (legrand)